# Историко-мемориальный дом-музей Г. А. Цаголова
Историко-мемориальный Дом-музей им. Г. А. Цаголова — музей в городе Дигора Дигорского района Республики Северная Осетия — Алания (Россия). Дом-музей является государственным бюджетным учреждением культуры (ГБУК) и филиалом Национального музея Республики Северная Осетия — Алания.

## Г. А. Цаголов — биография
Гео́ргий Алекса́ндрович Цаго́лов — осетинский литератор, публицист, общественный и партийный деятель. Один из активных участников становления Советской власти на Кавказе, председатель Осетинской организации «Кермен».
Родился в 1897 году в селе Христиановское (ныне город Дигора, Республика Северная Осетия — Алания) в семье учителя. В 1916 году окончил Владикавказскую гимназию и поступил на юридический факультет Московского университета.

## Здание дома-музея
Здание, в котором располагается историко-мемориальный дом-музей им. Г. А. Цаголова, построено в 1904 году и в настоящее время имеет статус объекта культурного наследия республиканского значения.
Музейный комплекс включает два корпуса:
- родовой дом Цаголовых, в котором размещена мемориальная экспозиция;
- отдельное здание с постоянной экспозицией, посвящённой истории города Дигора и Дигорского района.

Общая площадь музейного комплекса составляет 452 м², из них экспозиционная площадь — 427 м², фондохранилище — 25 м². Число единиц хранения музейного фонда — 11 578.

## Экспозиция
В экспозиции музея представлены личные вещи Георгия Александровича Цаголова, документы, фотографии и иные материалы, отражающие его жизнь и деятельность. Кроме того, в собрание включены семейные документы, переданные правнуками, в том числе дневники сестры Цаголова — Надежды Александровны. Экспозиция также содержит предметы, посвящённые истории и культуре Дигорского района.
На основе подлинных предметов домашнего обихода и мебели, принадлежавших семье Цаголовых, воссозданы интерьеры жилых комнат. Тематические комплексы, размещённые в отдельном корпусе, освещают ключевые события истории города Дигора и Дигорского района.
В 2011 году во дворе музея был воссоздан блиндаж военного времени — фрагмент оборонительных сооружений, построенных осенью 1942 года на подступах к Дигоре. В экспозиции представлены подлинные предметы периода Великой Отечественной войны: гильзы, образцы обмундирования, полевые сумки и каски, фляжки, репродуктор, действующий патефон и другие артефакты, позволяющие посетителям ощутить атмосферу военного времени.
На территории музея установлен скульптурный портрет — бюст Г. А. Цаголова, выполненный скульптором В. Хаевым.

## История
Музей был создан в 1959 году по инициативе общественного деятеля Марка Цараевича Тогузаева. Он был основан в родовом доме Георгия Александровича Цаголова — учёного, историка и краеведа. С момента открытия учреждение выполняет важную роль в сохранении историко-культурного наследия региона и служит центром изучения истории Дигорского района и Северной Осетии.
Реструктуризация и обновление
Новый этап в развитии музея начался в 2002 году, когда его директором был назначен Батраз Петрович Лолаев — кандидат исторических наук, писатель, публицист, журналист и общественный деятель. В этот период значительно расширена и переосмыслена экспозиция: в отдельном корпусе появились тематические комплексы, посвящённые ключевым событиям истории города Дигора.

## Экскурсии и культурные мероприятия
В музее проводятся обзорные и тематические экскурсии для посетителей различных возрастных групп. Традиционно организуются Дни памяти Г. А. Цаголова, а также историко-культурные вечера с участием учащейся молодёжи.
Регулярно проводятся выставки работ художников и мастеров декоративно-прикладного искусства, сопровождаемые тематическими встречами и творческими вечерами с их участием.
Старшим научным сотрудником дома-музея является историк Георгий Мухарбекович Корнаев.